# Saphanidus puncticollis
Saphanidus puncticollis är en skalbaggsart som beskrevs av Stefan von Breuning 1961. Saphanidus puncticollis ingår i släktet Saphanidus och familjen långhorningar. Inga underarter finns listade i Catalogue of Life.